# 伊丹市昆虫館
伊丹市昆虫館（いたみしこんちゅうかん）は、兵庫県伊丹市の昆陽池公園敷地内にある日本の昆虫館。

## 概要
1990年に伊丹市の市制50周年を記念して開館した。開館当初は財団法人伊丹公園緑化協会が施設の管理を行っていたが、合理化のため2013年（平成25年）3月末に協会を解散し伊丹市立となり、公益財団法人伊丹市文化振興財団が指定管理者として運営を担う。2019年（平成31年）4月1日からは公益財団法人いたみ文化・スポーツ財団が指定管理者となっている。昆虫館をより楽しむための組織として「伊丹市昆虫館友の会」がある。
2006年（平成18年）から伊丹市で始まった鳴く虫と郷町の主催者の一員として参加。
2011年（平成23年）には、東日本大震災により破損した岩手県の陸前高田市立博物館が所蔵する昆虫標本の修復作業を実施した。
日本博物館協会会員館。兵庫県博物館協会加盟館。全国科学博物館協議会加盟館。博物館法に基づく兵庫県教育委員会指定施設（博物館に相当する施設）である。兵庫県阪神北県民局管内の市町（伊丹市・宝塚市・川西市・三田市・川辺郡猪名川町）に居住する未就学児と小・中学生を対象に発行される「クローバーカード」を提示した場合は入館無料だったが、クローバーカードは2014年（平成26年）3月末で廃止された。

### 施設概要
- 構造；鉄筋コンクリート（一部鉄骨）造
- 階数：地上4階、地下1階
- 敷地面積：1,800.00平方メートル
- 建築面積：1,605.09平方メートル
- 延床面積：2,986.83平方メートル

出典

## 館内

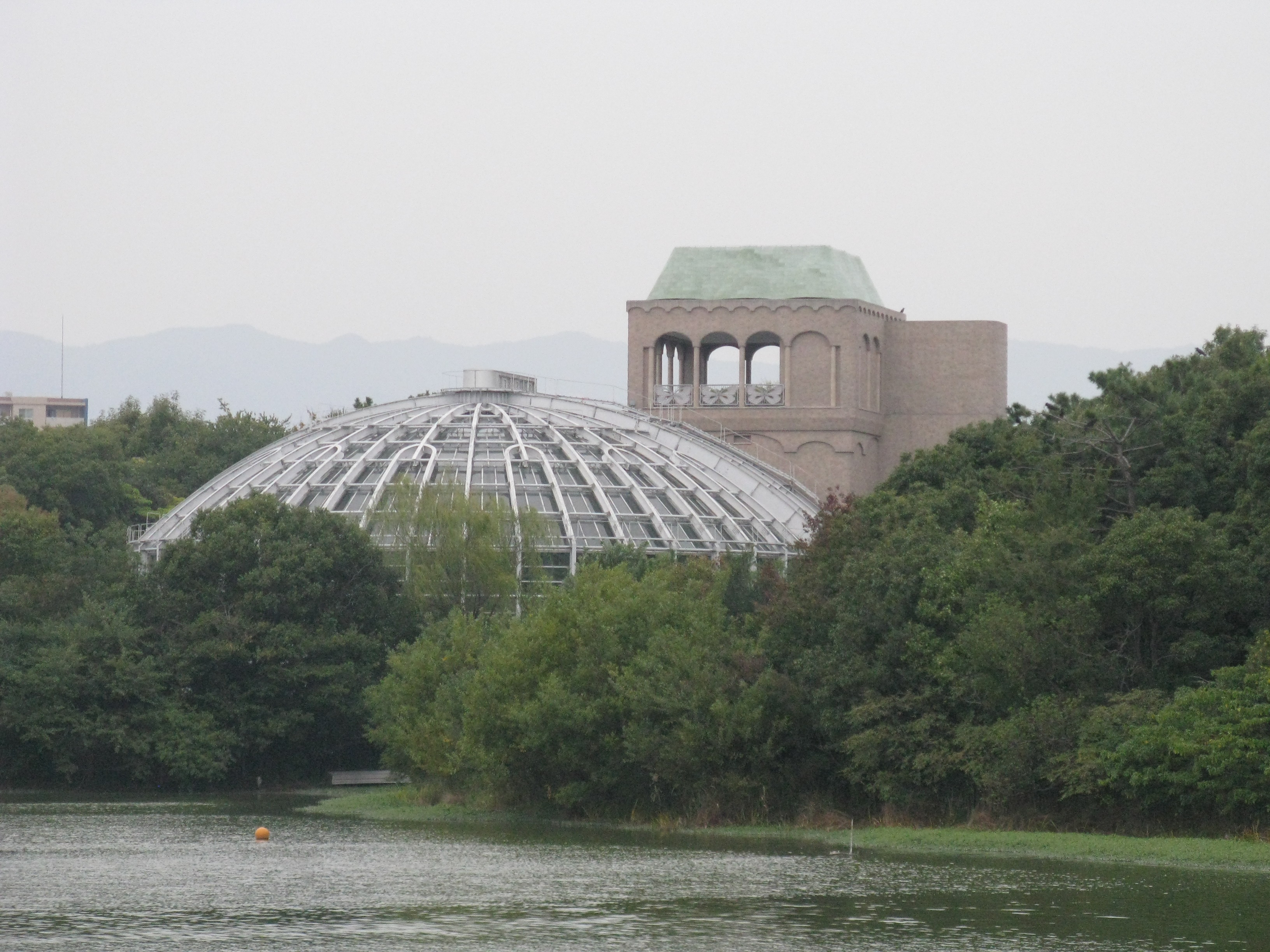
昆陽池の対岸から見た昆虫館の外観。ドーム状の建物がチョウ温室。

1階
- チョウ温室
- 生態展示室
- 第1展示室
- 映像ホール
- 特別展示室
- 飼育室 ※関係者以外立入禁止

2階
- 学習室
- 第2展示室
- 収蔵スペース ※関係者以外立入禁止

### チョウ温室
ドーム状のチョウ温室では伊丹市に生息するものと沖縄県産の合計14種・約1000匹のチョウが飼育されている。下の写真は、チョウ温室で見られる主なチョウ。

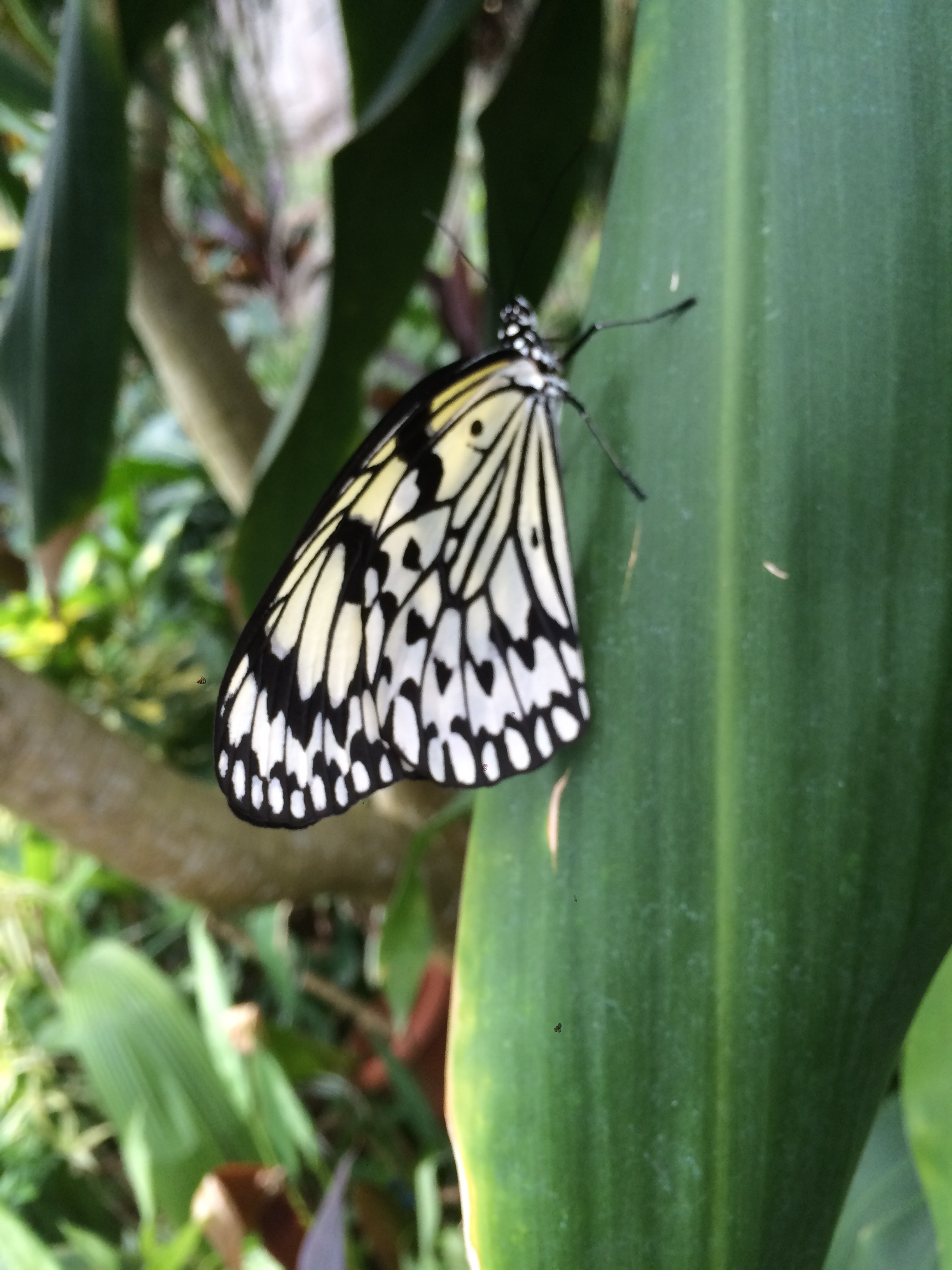
オオゴマダラ 2015年5月撮影
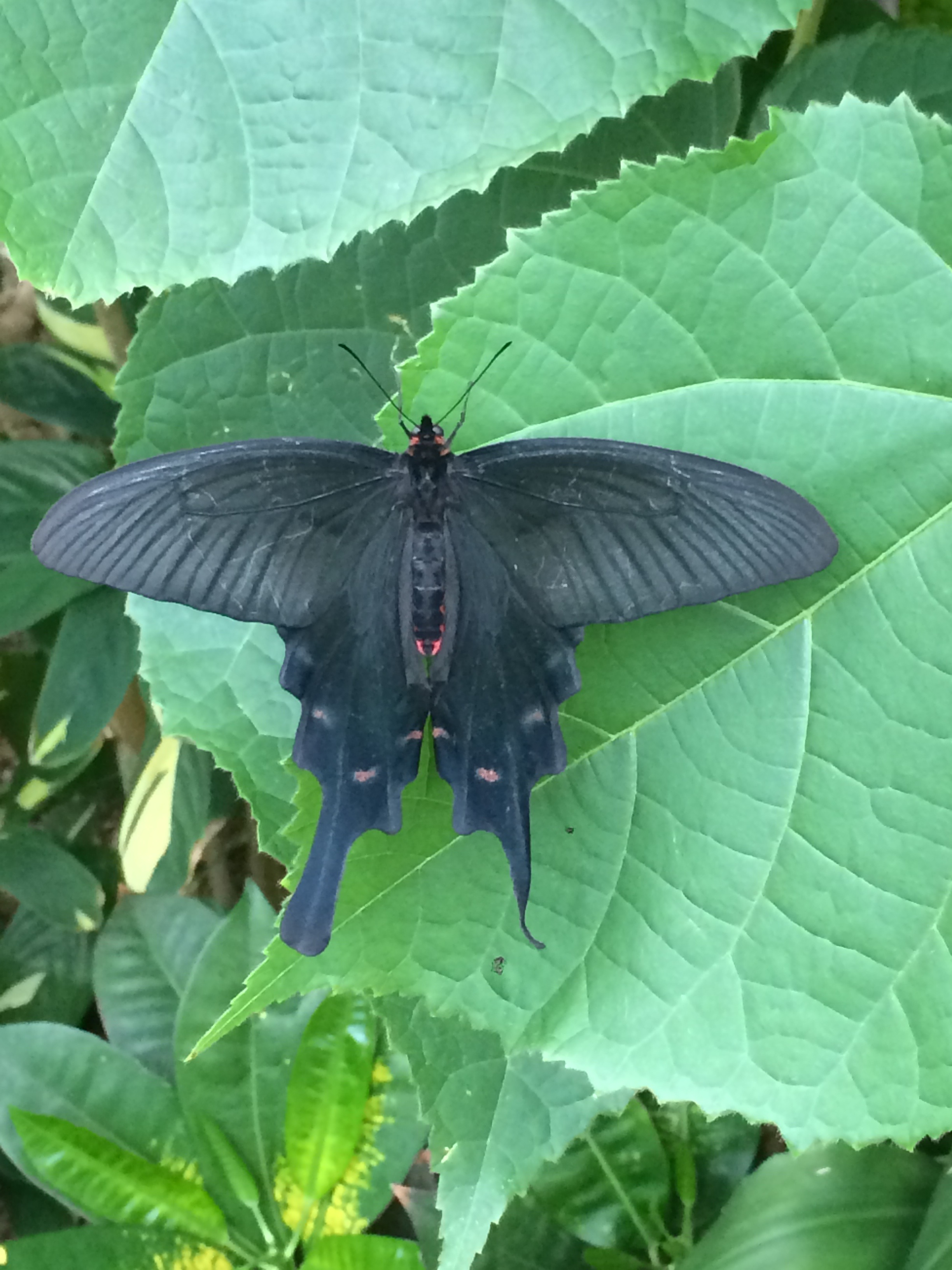
ジャコウアゲハのオス 2015年5月撮影
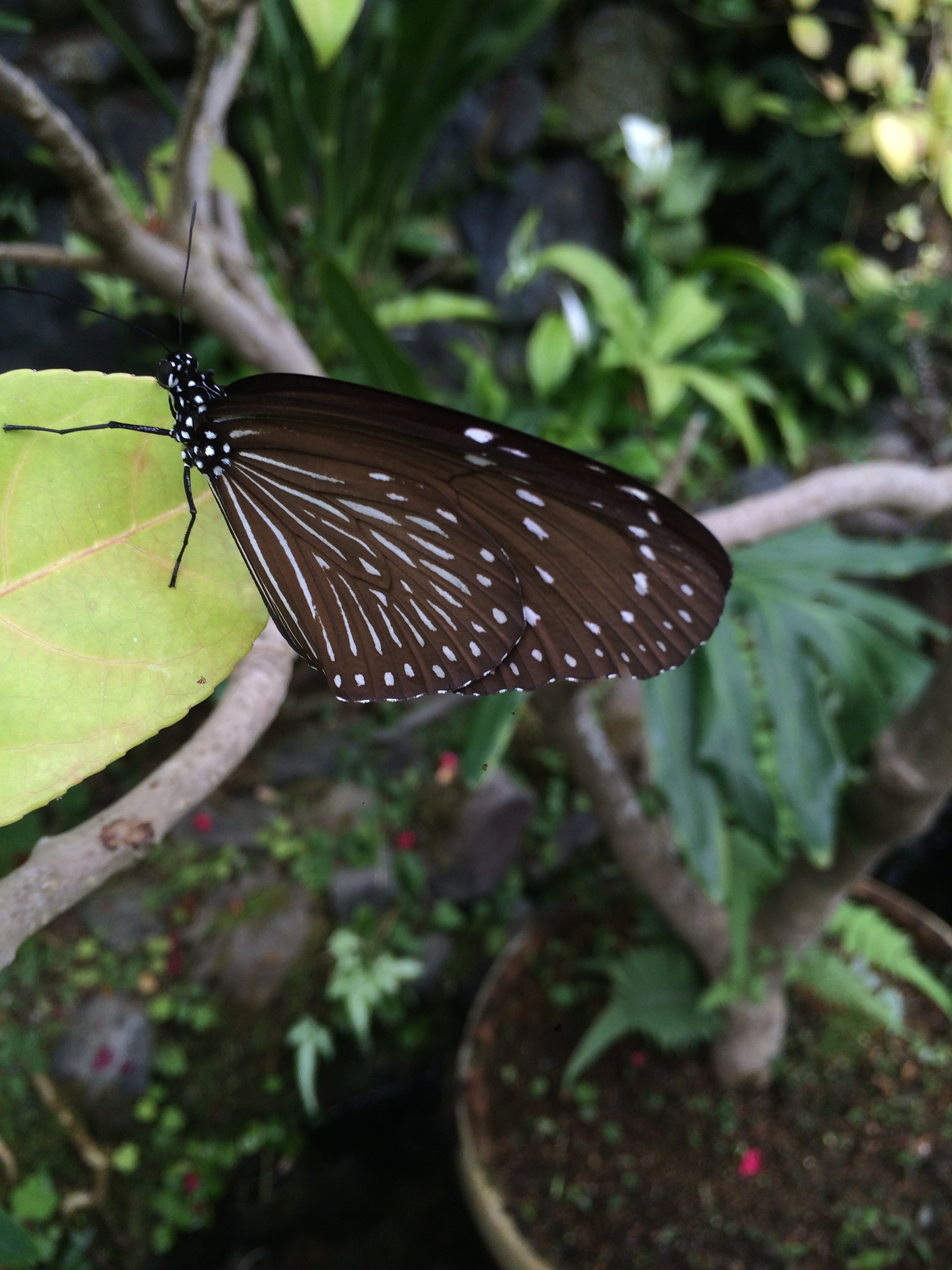
ツマムラサキマダラのメス 2015年5月撮影
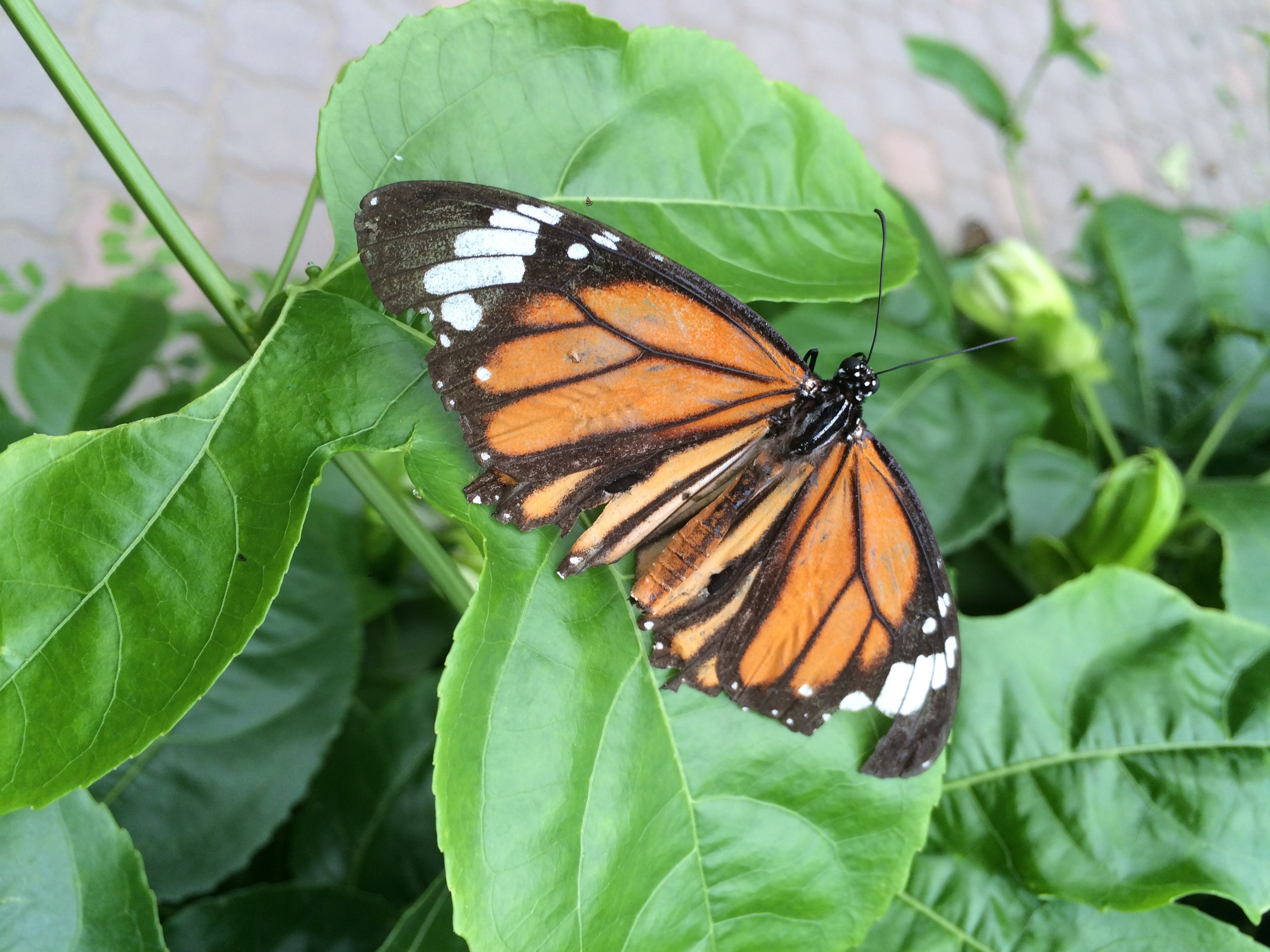
スジグロカバマダラのオス 2015年5月撮影
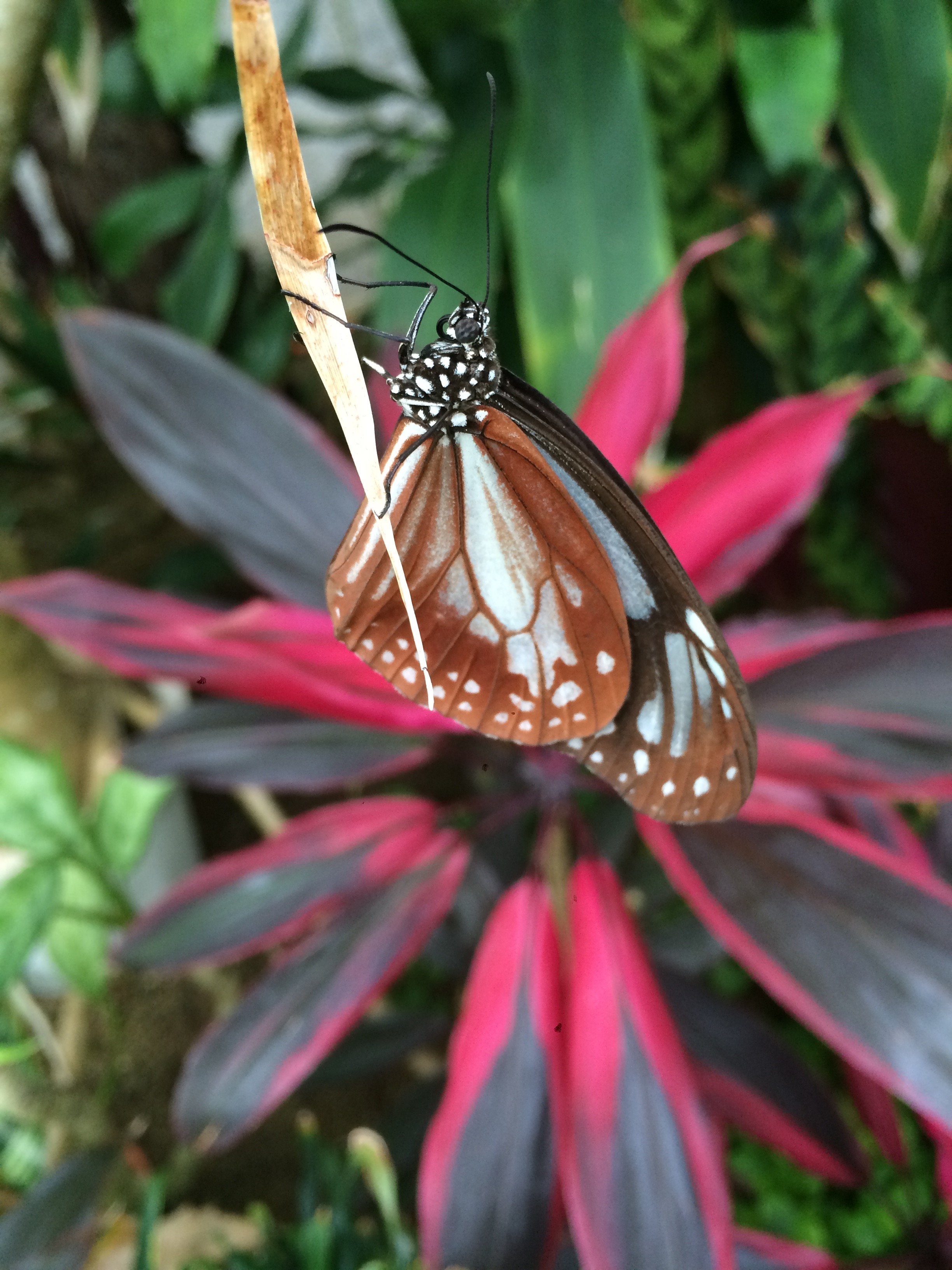
アサギマダラのメス 2015年5月撮影
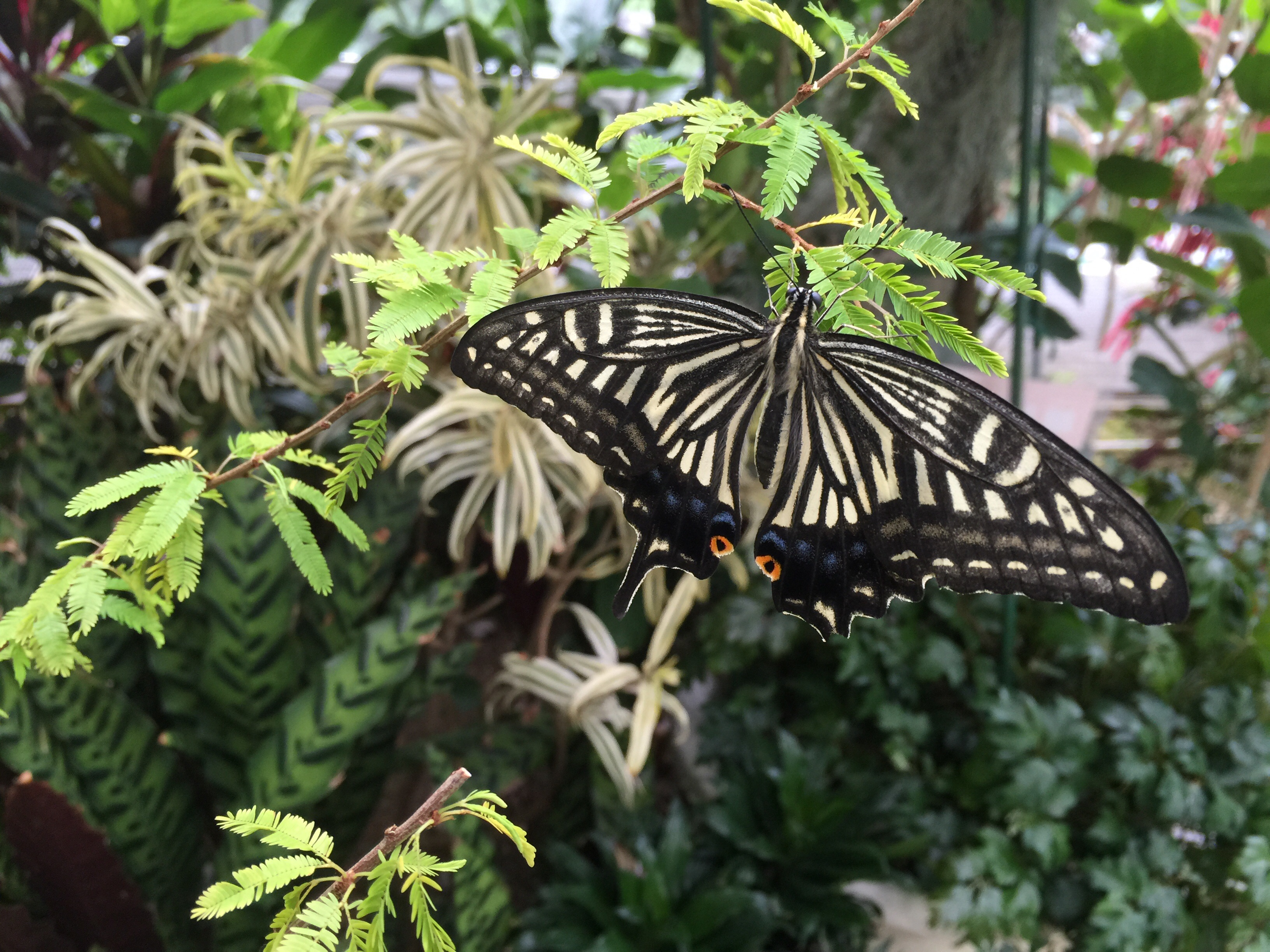
アゲハチョウ 2015年5月撮影
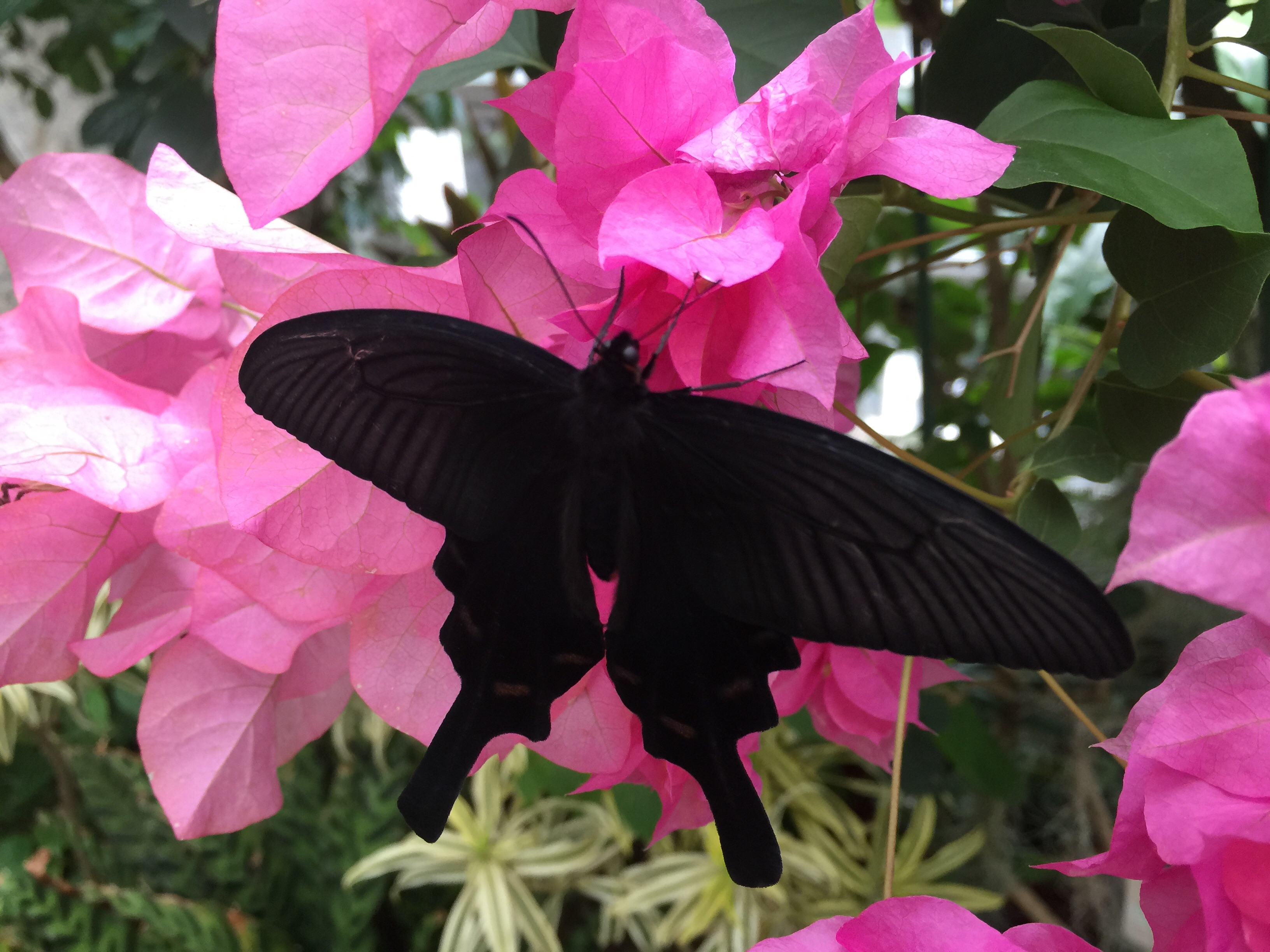
ジャコウアゲハのオス 2015年5月撮影
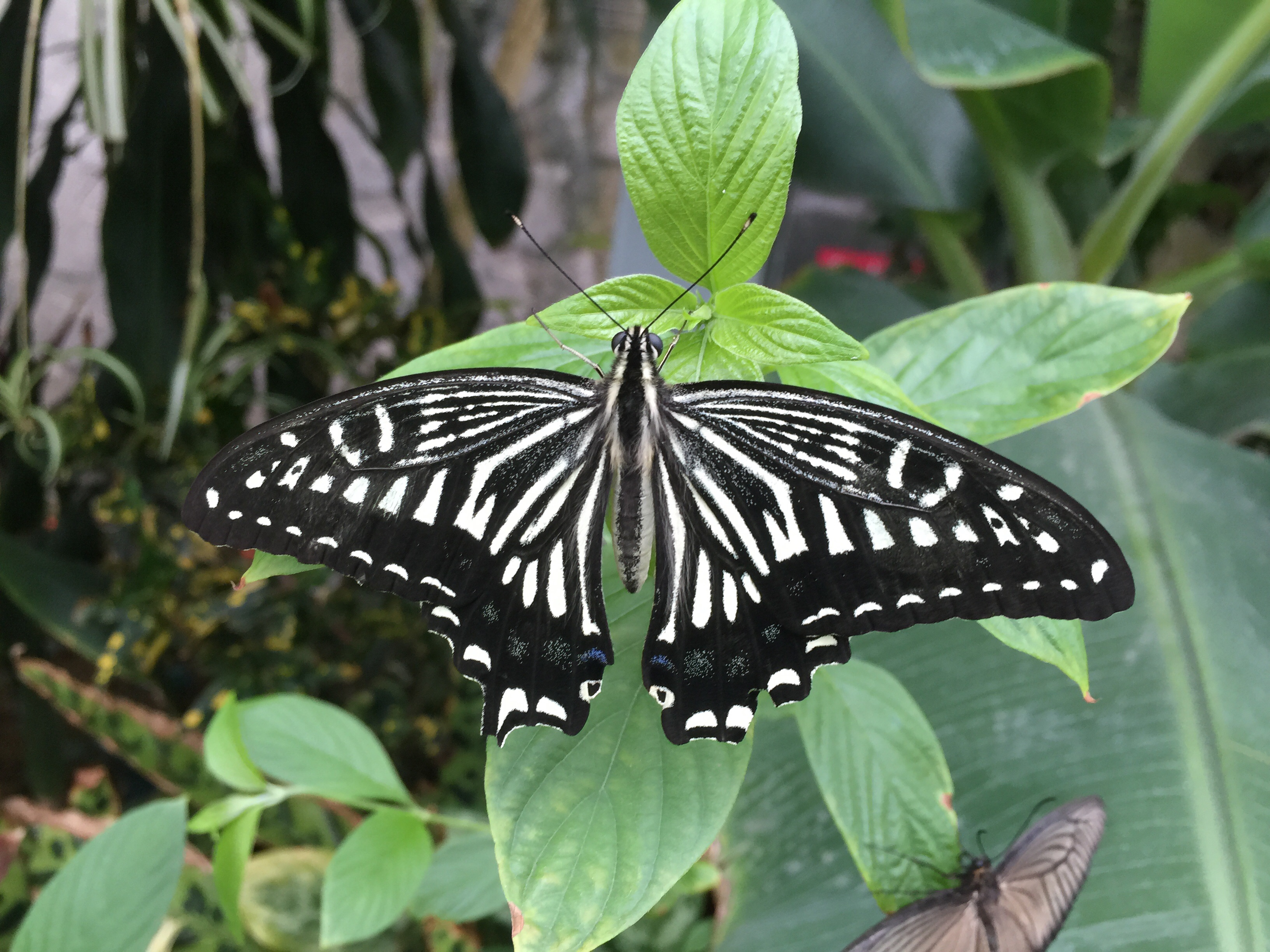
アゲハチョウ 2015年5月撮影
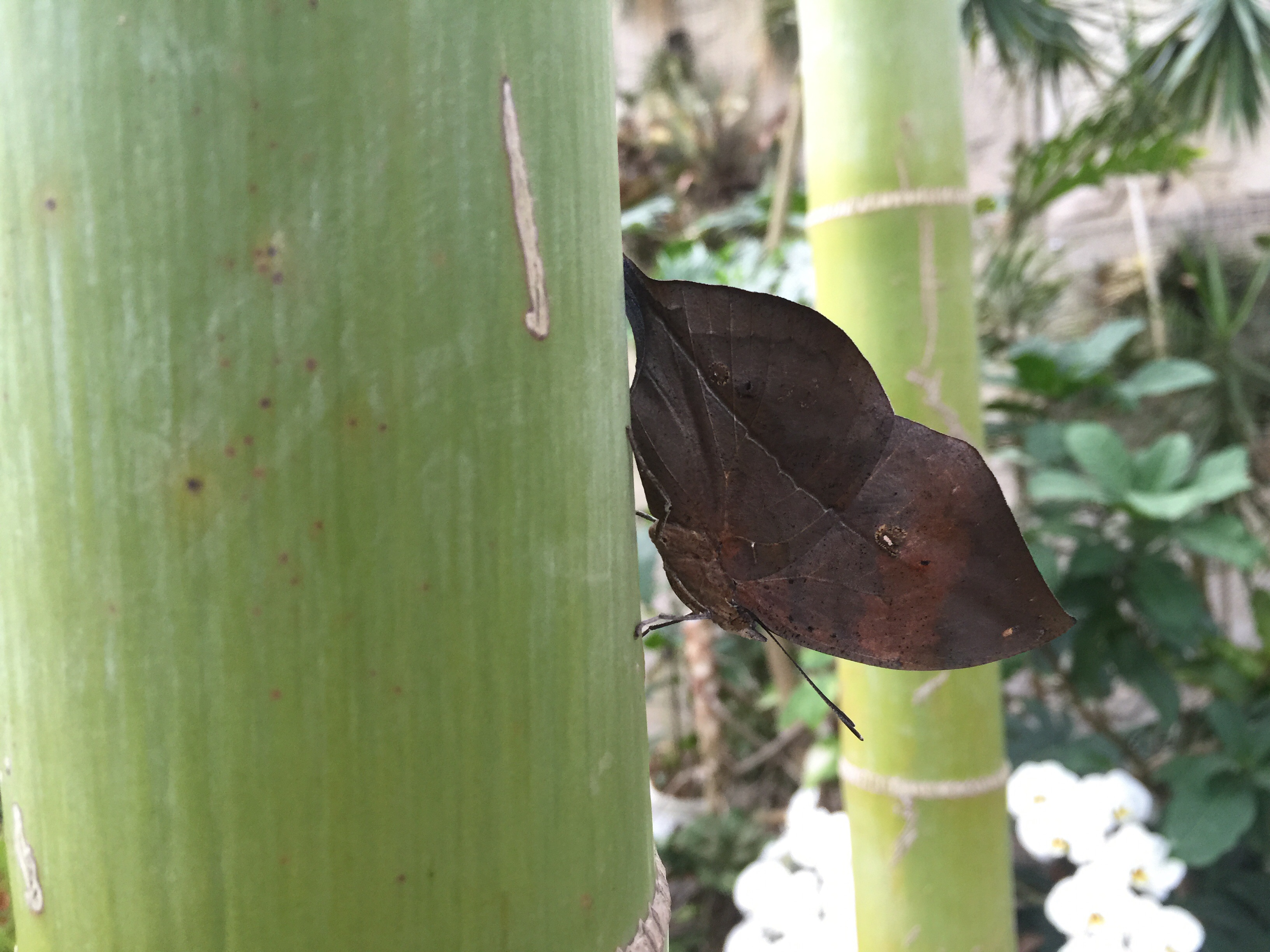
コノハチョウ 2015年5月撮影
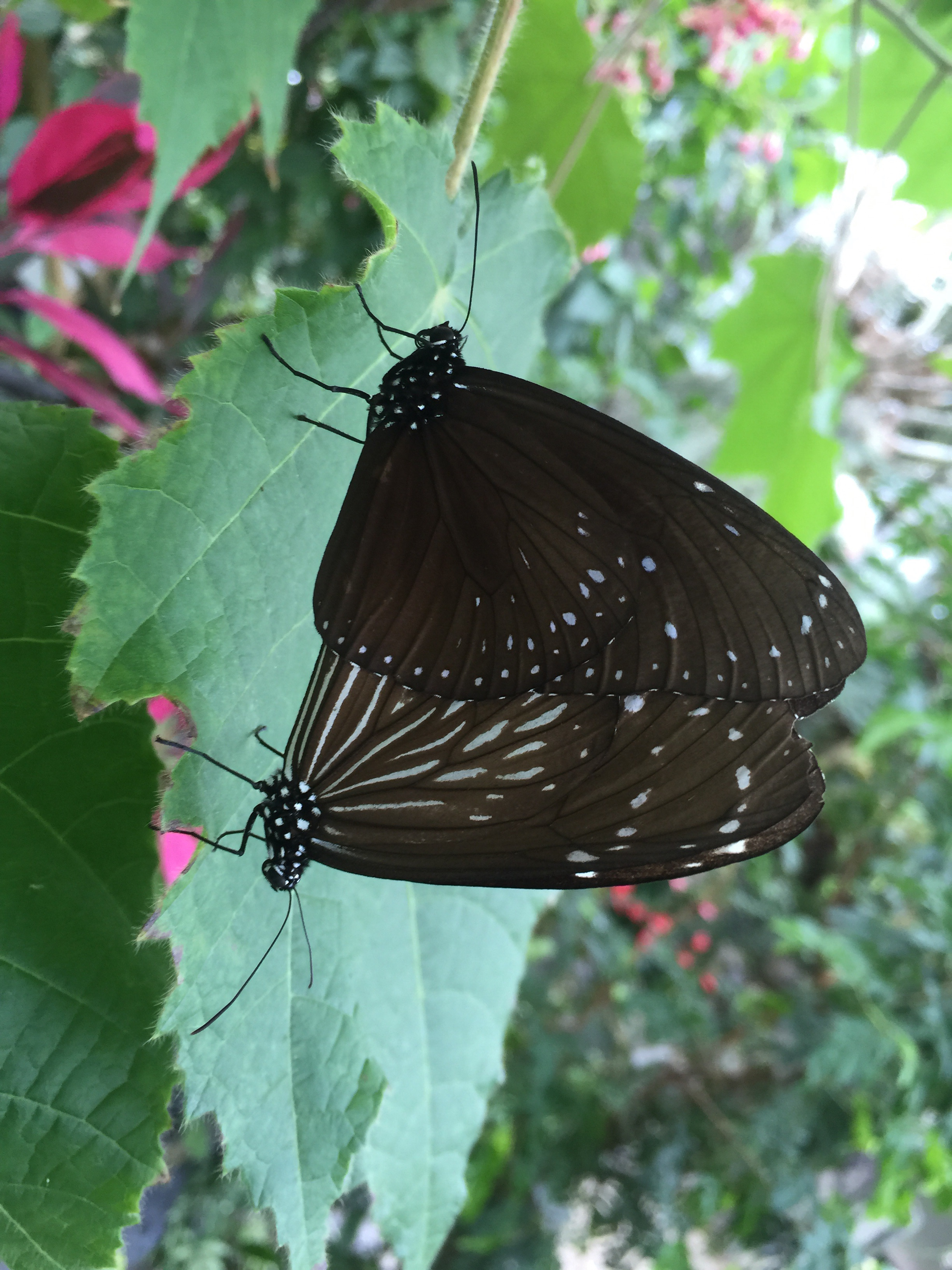
ツマムラサキマダラの交尾 2015年5月撮影
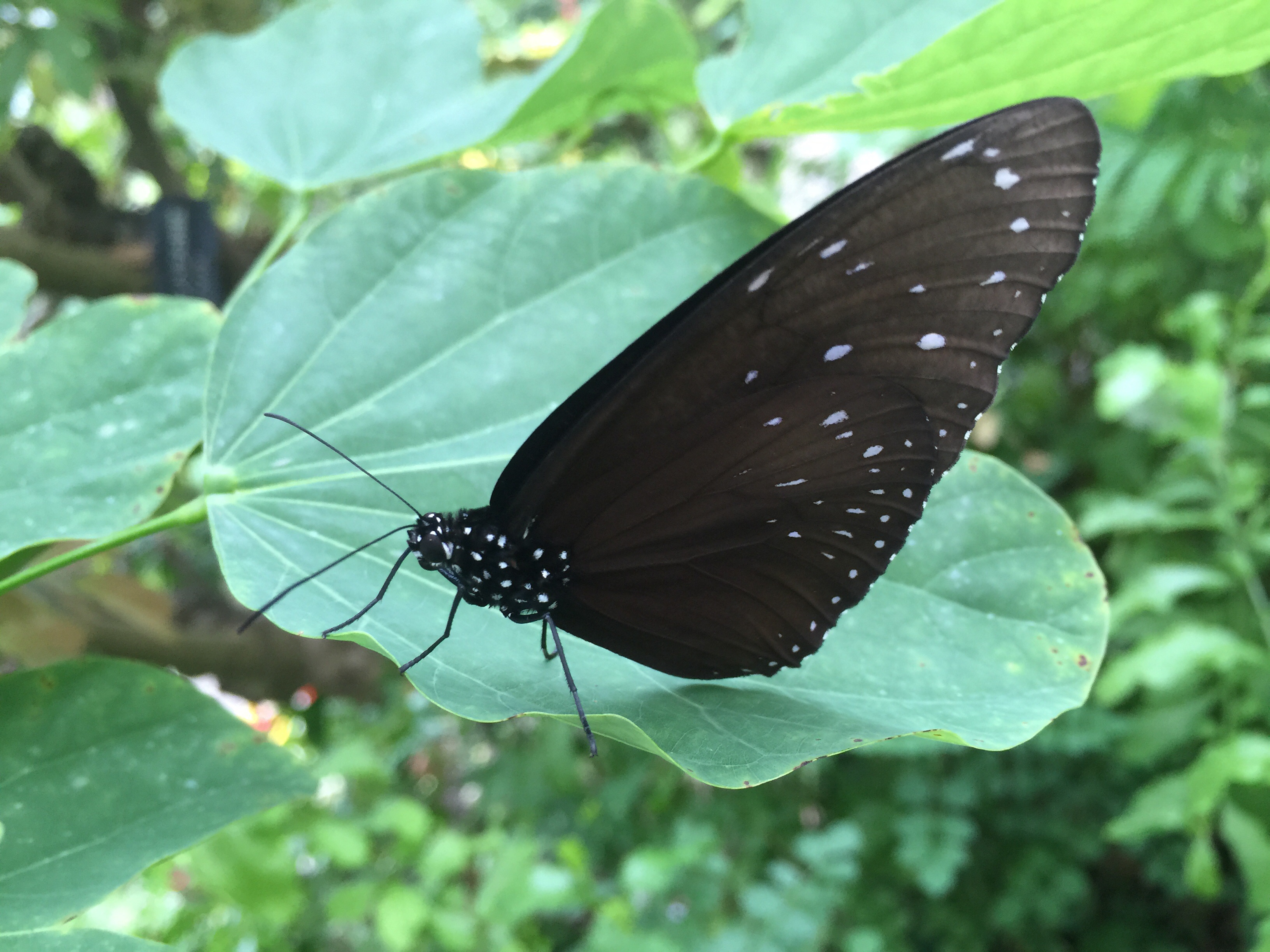
ツマムラサキマダラのオス 2015年5月撮影
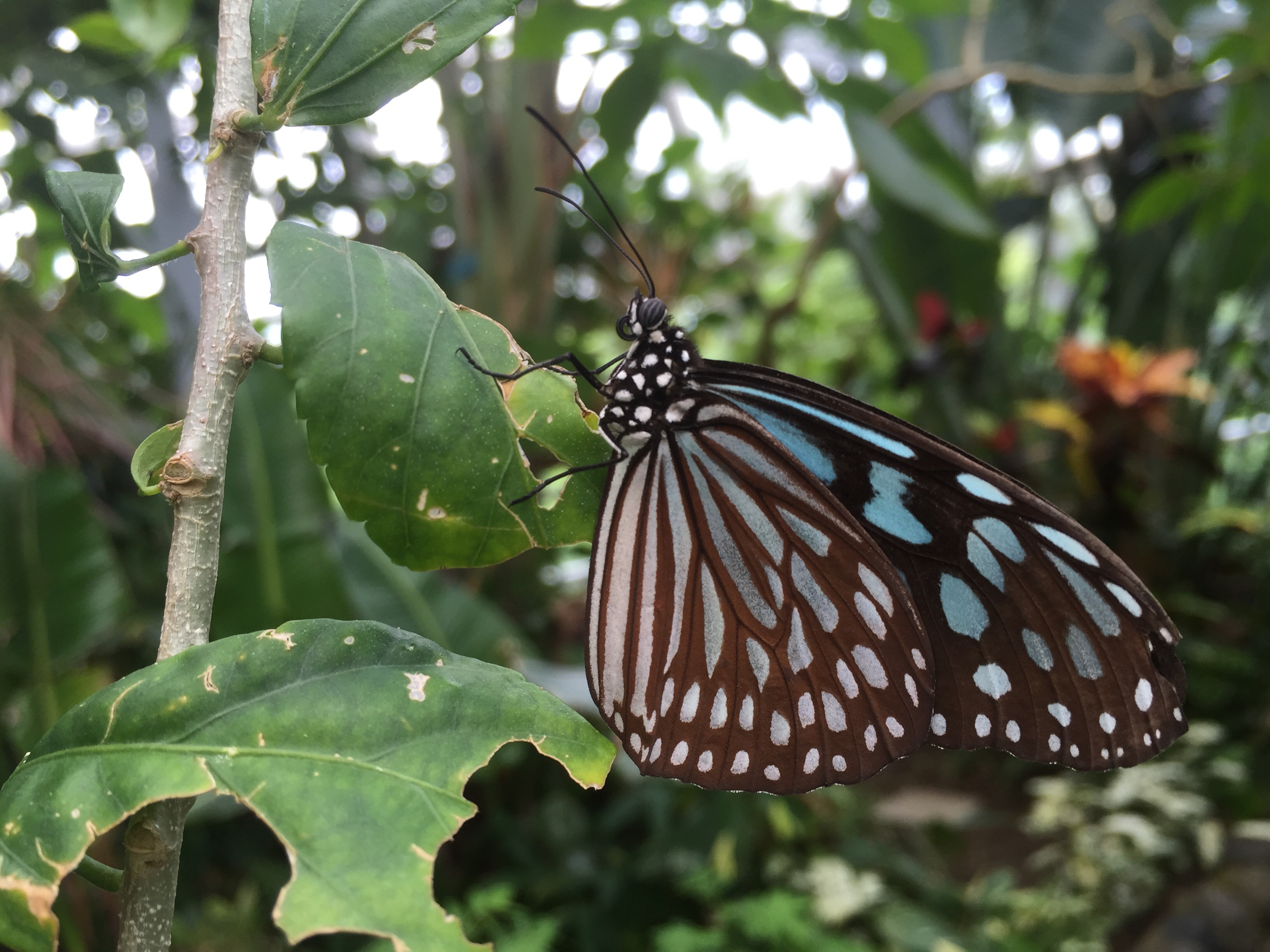
リュウキュウアサギマダラ 2015年5月撮影

## 利用情報
- 交通アクセス
  - JR伊丹駅/阪急電鉄伊丹駅から伊丹市営バスに乗車、「松ヶ丘」もしくは「玉田団地」バス停下車。
  - JR中山寺駅から伊丹市営バスに乗車、「松ヶ丘」バス停下車。
- 開館時間 - 9時30分-16時30分（チョウ温室は午前10時開放）、入場受付は閉館の30分前まで。毎週火曜日 （火曜が祝日の場合は翌日休）、年末年始は休館。

## 関連書籍
以下の書籍を編集・監修している。
- 伊丹市昆虫館（編）、角正美雪（構成・文）『むしのうんこ』（柏書房、2005年3月25日発行）ISBN 4-7601-2677-5
- 伊丹市昆虫館（編）、奥山清市・角正美雪（構成・文）『むしのあかちゃん』（柏書房、2006年7月10日発行）ISBN 4-7601-2943-X
- 伊丹市昆虫館（編）『本物みたいな虫のおりがみ図鑑』（創元社、2011年8月10日発行）ISBN 978-4-422-71016-7
- 槐真史（編）、伊丹市昆虫館（監修）『ポケット図鑑 日本の昆虫1400』（文一総合出版、2013年4月15日発行）

1. チョウ・バッタ・セミ ISBN 978-4-8299-8302-7
2. トンボ・コウチュウ・ハチ ISBN 978-4-8299-8303-4